# Indotrachelus himalayensis
Indotrachelus himalayensis es una especie de coleóptero de la familia Attelabidae.

## Distribución geográfica
Habita en Nepal y la India.